# La Magdalena, Guerrero
La Magdalena är en ort i Mexiko.   Den ligger i kommunen Teloloapan och delstaten Guerrero, i den södra delen av landet, 130 km sydväst om huvudstaden Mexico City. La Magdalena ligger 1 605 meter över havet och antalet invånare är 243.
Terrängen runt La Magdalena är lite kuperad. Runt La Magdalena är det ganska glesbefolkat, med 50 invånare per kvadratkilometer. Närmaste större samhälle är Teloloapan, 7,2 km söder om La Magdalena. I omgivningarna runt La Magdalena växer huvudsakligen savannskog.